# 奈奎斯特速率

图1：奈奎斯特频率和速率的典型示例。它们很少相等，因为这需要将采样率提高到带宽的2倍（即带宽的4倍）。

在信号处理中，奈奎斯特速率（Nyquist rate，以哈里·奈奎斯特命名）等于某一函数或信号的最高频率（带宽）的两倍，即{\displaystyle f_{\mathrm {NR} }=2f_{m}}，是不发生混叠失真的最低采样率。其单位是单位时间的采样次数，通常为每秒采样次数（Sps）或赫兹（Hz）。奈奎斯特速率对应的最大抽样间隔，称为奈奎斯特间隔。需要注意的是，“奈奎斯特速率”是连续时间信号的属性，而“奈奎斯特频率”是离散时间系统的属性。
“奈奎斯特速率”一词也用于不同的语境，以符号每秒为单位，表示带宽受限的基带信道（如电报线路）或通带信道（如受限的无线电频段或频分多路复用信道）中符号速率的上限。

## 与采样的关系

图2：带限函数的傅里叶变换

图3：上方两幅图展示了两种不同函数的傅里叶变换，它们在特定采样率下生成相同的结果。低通函数的采样率高于其奈奎斯特速率，而带通函数被欠采样，实际效果是将其转换为基带。下方的图示展示了采样过程中混叠如何生成相同的频谱结果。

当以恒定采样率{\displaystyle f_{s}} sample/second对连续函数{\displaystyle x(t)}进行采样时，总会有无限多的其他连续函数可以符合这些采样点。但其中只有一个函数的带宽限制为{\displaystyle {\tfrac {1}{2}}f_{s}}Hz，也就是{\displaystyle |f|\geq {\tfrac {1}{2}}f_{s}}时它的傅里叶变换{\displaystyle X(f)} 为零。通常，用于从采样点重建连续函数的数学算法可以无限接近这一理论上的、但无限长的函数。因此，如果原始函数 {\displaystyle x(t)} 的带限为{\displaystyle {\tfrac {1}{2}}f_{s}}（即奈奎斯特准则），插值算法将重建出唯一的该函数。
按照函数自身的带宽{\displaystyle B}来表示（如图所示），奈奎斯特准则通常被表述为{\displaystyle f_{s}>2B}。{\displaystyle 2B}被称为带宽为{\displaystyle B} 的函数的奈奎斯特速率。当不满足奈奎斯特准则时（例如{\displaystyle B>{\tfrac {1}{2}}f_{s}}）时，就会发生混叠失真。

### 有意的混叠
图3描绘了一类被称为基带或低通的函数，其正频范围的主要能量集中在{\displaystyle [0,B)}。如果函数的频率范围是{\displaystyle (A,A+B)}，且{\displaystyle A>B}，则称其为带通函数。在某些情况下，人们希望将带通函数转换为基带。这可以通过混频（外差）的方式，将带通函数下移到{\displaystyle (0,B)}的频率范围内。这么做的一个常见原因是为了降低奈奎斯特速率，从而更高效地存储数据。
事实上，可以通过直接以低于奈奎斯特速率的方式对带通函数进行采样（称为欠采样）来实现类似的结果。具体而言，只需以一个最小的整数子倍频率对带通信号采样，这个频率满足{\displaystyle f_{s}>2B}的基带奈奎斯特准则即可。